# Hamburger Containerboard
Hamburger Containerboard ist der Geschäftsbereich innerhalb der Prinzhorn Group, in dem die Produktion von Wellpappe-Rohpapier stattfindet. In zehn Werken in fünf Ländern erzeugen die Fabriken braune und weiße ungestrichene Papiere, weiße gestrichene Papiere und Gipsplattenkarton.
Der Geschäftsbereich ist Teil der österreichischen Prinzhorn Holding, zu der neben der Hamburger Containerboard, die Hamburger Recycling sowie die Dunapack Packaging gehören.
Gemeinsam stellen die Unternehmen der Gruppe einen vollständigen Wertschöpfungskreislauf aus Rohstoffsammlung, Rohpapierproduktion und Verpackungsproduktion dar. Alle Produkte des Unternehmens werden nahezu zur Gänze aus Altpapier hergestellt.

## Geschichte
Die Geschichte von Hamburger Containerboard reicht bis ins Jahr 1853 zurück, als Wilhelm Hamburger in Pitten (Österreich) die Hadernproduktion unter dem Namen W. Hamburger GmbH gründete. Dies legte die Wurzeln für die spätere Hamburger Containerboard Division. 1959 erfolgte der Erwerb der Verpackungsfabrik Mosburger in Wien. Im Jahr 1989 wurde die Papier- und Kartonfabrik von Johann Rieger in Trostberg (Deutschland) übernommen. Ein weiteres wichtiges Ereignis fand 1990 statt, als Hamburger Containerboard eine Beteiligung an der ungarischen Dunapack RT erwarb, die an den Standorten Csepel, Nyiregyhaza und Dunaújváros in Ungarn hauptsächlich Papier und Wellpappe produzierte. Die Beteiligung war zu 40 % von Mosburger GmbH und W. Hamburger GmbH und zu 60 % im Besitz des Staates Ungarn. 1995 erfolgte die vollständige Übernahme der Dunapack RT.
Im Jahr 2005 wurde die neu errichtete Papierfabrik in Spremberg (Deutschland) in Betrieb genommen. 2006 fand eine organisatorische Aufteilung der bestehenden Produktionsstandorte statt, bei der die Geschäftsbereiche Hamburger Recycling Group, Hamburger Containerboard und Dunapack Packaging unter dem Dach der Prinzhorn Holding GmbH zusammengeführt wurden. 2009 ging die PM7 am Standort Dunaujvaros in Betrieb. 2013 erfolgte die Übernahme der Dentas-Gruppen in der Türkei, und die Papierfabriken wurden in die Organisation von Hamburger Containerboard integriert. Ein weiteres bedeutendes Ereignis war der Erwerb der Papierfabrik Fritz Peters in Gelsenkirchen im Jahr 2014. Schließlich wurde 2020 die PM2 am Standort Spremberg in Betrieb genommen.
Am 18. Juni 2025 brach im Altpapierlager des Unternehmens ein Großbrand aus, zu dessen Bekämpfung rund 450 Einsatzkräfte von 45 Feuerwehren herangezogen wurden. Die Löscharbeiten hielten daraufhin tagelang an, dabei wurden 16 Feuerwehrleute leicht verletzt.